# سعدي يوسف
سعدي يوسف (1934 - 13 يونيو 2021)؛ شاعر وكاتب ومُترجم عراقي، عمل في التدريس والصحافة الثقافية. غادر العراق في سبعينيات القرن العشرين وأقام في لندن حتى وفاته. نال جوائز عدة في الشعر، منها: جائزة سلطان بن علي العويس، والتي سحبت منه لاحقا، والجائزة الإيطالية العالمية، وجائزة كافافي من الجمعية الهلّينية. في العام 2005 نال جائزة فيرونيا الإيطالية لأفضل مؤلفٍ أجنبيّ. في العام 2008 حصل على جائزة المتروبولس في مونتريال في كندا. وهو عضو في مجلات عدة، منها هيئة تحرير «الثقافة الجديدة»، والهيئة الاستشارية لمجلة نادي القلم الدولي (بالإنجليزية: PEN International Magazine)‏، وهيئة تحرير مساهم في مجلة بانيبال للأدب العربي الحديث.

## عنه
وُلد في أبي الخصيب، بالبصرة، أكمل دراسته الثانوية في البصرة، تخرج في دار المعلمين العالية ببغداد 1954، «ليسانس شرف في آداب العربية».

## أعماله المنشورة

### الشعر
- القرصان (1952) – مطبعة البصري - بغداد
- أغنيات ليست للآخرين (1955)- مطبعة الأديب - البصرة
- 51 قصيدة (1959)- بغداد – بمساعدة من وزارة التـربيـة
- النجم والرماد (1960)- مطبعة اتحاد الأدباء
- قصائد مرئية (1965)- المطبعة العصرية – صيدا
- بعيداً عن السماء الأولى (1970)- دار الآداب – بيروت
- نهايات الشمال الإفريقي (1972 ) – دار العودة - بيروت
- الأخضر بن يوسف ومشاغله(1972)- مطبعة الأديب - بغداد
- تحت جدارية فائق حسن (1974)- دار الفارابي - بيروت
- الليالي كلها (1976)- مطبعة الأديب - بغداد
- الساعة الأخيرة (1977)- دار الآداب - بيروت
- كيف كتب الأخضر بن يوسف قصيدته الجديدة (1977)- دار الآداب
- قصائد أقل صمتاً (1979)- دار الفارابي - بيروت
- الأعمال الشعرية (1980)-دار الفارابي بيروت
- من يعرف الوردة (1981)- دار ابن رشد - بيروت
- يوميات الجنوب يوميات الجنون (1981)- دار ابن رشد - بيروت
- مريم تأتي (1983)- دار حوار - اللاذقية
- الينبوع (1983)- دار الهمداني - عدن
- خذ وردة الثلج، خذ القيراونية (1987)- بيروت – دار الكلمة
- محاولات (1990)- دار الآداب
- قصائد باريس، شجر إيثاكا (1992)- دار الجمل - ألمانيا
- جنة المنسيات (1993)- دار الجديد - بيروت
- الوحيد يستيقظ (1993)- بيروت- المؤسسة العربية للدراسات والنشر
- ايروتيكا (1994)- دار المدى للنشر والتوزيع – دمشق
- كل حانات العالم (1995)- المؤسسة العربية للدراسات والنشر – بيروت
- الأعمال الشعرية - ثلاثة مجلدات- (1995)- دار المدى للنشر والتوزيع – دمشق
- قصائد ساذجة - 1996- دار المدى للنشر والتوزيع - دمشق
- قصائد العاصمة القديمة (2001)- دار المدى للنشر والتوزيع
- أربع حركات – قصائد مختارة- (1996)- قصور الثقافة - القاهرة
- حانة القرد المفكر (1997)- دار النهار - بيروت
- يوميات اسير القلعة (2000)- دار المدى للنشر والتوزيع
- حياة صريحة (2001 ) – دار المدى للنشر والتوزيع
- الأعمال الشعرية ( أربعة مجلدات ) – 2002 – دار المدى للنشر والتوزيع – دمشق
- الخطوة الخامسة ( المجلد الخامس من الأعمال الشعرية ) – 2003 – دار المدى للنشر والتوزيع
- صلاة الوثـني – دار نينوى – دمشق - 2004

### شعر مترجم صادر في حياة الكاتب
- أوراق العشب – والت ويتمان (1979)- دار ابن رشد - بيروت
- وداعاً للإسكندرية التي تفقدها – كافافي (1979)- دار الفارابي – بيروت
- إيماءات - يانيس ريستوس (1979)- دار ابن رشد - بيروت
- الأغاني وما بعدها – لوركا (1981)- دار ابن رشد
- ديوان الأمير وحكاية فاطمة – غونار أكيلف (1981)- ابن رشد
- شجرة ليمون في القلب – فاسكو بوبا (1981)- ابن رشد
- سماء صافية - أونغاريتي (1981)- ابن رشد
- قصائد – هولان (1981)- ابن رشد
- باب سيوه وقصائد أخرى - توم لامونت (2001)- ألِف – القاهرة
- حليب مراق – سارة ماغواير – دار المدى للنشر والتوزيع (2003 ) - دمشق- سوريا

### ترجمات أخرى
1. تويجات الدم – (رواية) - نغوجي واثيونغو (1982)- دار ابن رشد
2. الحوالة -(رواية) – عثمان سمبين (1983)- مؤسسة الأبحاث العربية-بيروت
3. زمن القتلة - (مقالة عن رامبو) – هنري ميللر (1979)- المؤسسة العربية - بيروت
4. تصفية استعمار العقل - (دراسة) -نغوجي واثيونغو (1985)-مؤسسة الأبحاث العربية -بيروت
5. المفسّرون – (رواية) – وولي سوينكا (1986)- مؤسسة الأبحاث العربية - بيروت
6. الشمس الثالثة عشرة – (رواية)- دانياتشو ووركو (1985)- مؤسسة الأبحاث العربية - بيروت
7. خرائط – (رواية)- نور الدين فراح (1987)- الهيئة المصرية العامة للكتاب
8. حياة متخيلة –(رواية)- ديفيد معلوف (1996)- دار المدى للنشر والتوزيع
9. ملعبة طفل – (رواية) – ديفيد معلوف (1998)- دار المدى للنشر والتوزيع
10. الصرخة الصامتة – (رواية) – كينزابورو أوي (1999)- دار المدى للنشر والتوزيع
11. متشرداً في باريس ولندن – (رواية)- جورج أورويل (1998)- دار المدى للنشر والتوزيع
12. باراباس _ (رواية ) _ بار لاغركفيست – دار المدى للنشر والتوزيع
13. الأمير الصغير – أنطوان دو سانت إكســوبري – 2002- دار المدى للنشر والتوزيع
14. في بلادٍ حُـرّة – ف0س0 نايبول – 2002- دار المدى للنشر والتوزيع

### أعمال أخرى
1. نافذة في المنزل المغربي – قصص قصيرة (1974)- مطبعة الأديب -بغداد
2. سماء تحت راية فلسطينية- يوميات (1983)- ابن رشد - بيروت
3. يوميات المنفى الأخير (1984)- دار الهمداني - عدن
4. أفكار بصوت هادئ – مقالات (1987)- مؤسسة الأبحاث العربية - بيروت
5. عندما في الأعالي – مسرحية (1989)- دار الآداب - بيروت
6. مثلث الدائرة – رواية (1994)- دار المدى للنشر والتوزيع
7. خطوات الكنغر – يوميات ومقالات (1997)- دار المدى للنشر والتوزيع
8. يوميات الأذى – دمشق ( 2005 ) – دار نينوى وللشاعر العراقي فالح الحجية دراسة أدبية عن شعره نشرت في أكثر من جريدة عراقية

### بلغاتٍ أجنبية
- Troubled Waters (poems) –Beirut 1995 (بالإنجليزية)
- Without an Alphabet, without a face-Minnesota 2002 (بالإنجليزية)
- Loin du Premier Ciel - Anthologie (بالفرنسية)
- Sindbad – Actes sud (1999) (بالفرنسية)
- Fern vom Ersten Himmel - Verlag Hans Schiller, Berlin 2004 (بالألمانية)

- I giardini dell’oblio – De Angelis Editore ، Avellino 2004 ISBN 88-86218-72-9 (بالإيطالية)

## دراسات في شعره
- شعر سعدي يوسف دراسة تحليلية، د.امتنان الصمادي، المؤسسة العربية للدراسات والنشر، الطبعة الأولى 2001
- المرآة والنافذة دراسة في شعر سعدي يوسف، د.سمير خوراني، دار الفارابي، الطبعة الأولى 2007
- قامات النخيل: دراسة في شعر سعدي يوسف، شاكر النابلسي، دار المناهل للطباعة والنشر والتوزيع 1992.
- سعدي يوسف النبرة الخافتة في الشعر العربي الحديث، فاطمة المحسن، دار المدى للنشر والتوزيع 2000.
- البنى السردية في شعر سعدي يوسف (رسالة ماجستير)، علي داخل فرج، الجامعة المستنصرية، بغداد، 2005.

## مرضه وفاته
توفي سعدي يوسف في العاصمة البريطانية لندن نهار السبت في 12 حزيران (يونيو) 2021 بعد معاناة مع مرض عضال (سرطان الرئة) أصابه في سنواته الأخيرة. وكان سعدي قد استقر في لندن بعد تنقله بين عدة دول عربية وعالمية منذ السبعينيات بسبب مواقفه السياسية.
وفي نيسان (أبريل) 2021 دخل المستشفى لتلقي العلاج، وطالب وزير الثقافة العراقي حسن ناظم الحكومة آنذاك، بتقديم المساعدة له، لكن هذا الموقف أثار ردود أفعال لدى بعض الأحزاب في البلاد التي تعتبر أن يوسف أساء للإسلام وللعراق في كتاباته ومواقفه. وقال حينها نائب رئيس مجلس النواب حسن الكعبي: «يبدو أن الإخوة في وزارة الثقافة لم يطلعوا على الكتابات والقصائد والتصريحات العلنية للشاعر…».
ودفن في مقبرة «هاي جيت» في لندن دون المعزين، تنفيذًا لوصيته.

## وصلات خارجية
- سعدي يوسف على موقع أرشيف الشارخ.
- سعدي يوسف على موقع ميوزك برينز (الإنجليزية)
- سعدي يوسف على موقع ديسكوغز (الإنجليزية)